# 盤渓北ノ沢トンネル
盤渓北ノ沢トンネル（ばんけいきたのさわトンネル）は、札幌市中央区盤渓と南区北ノ沢を結ぶ北海道道82号西野真駒内清田線のトンネル。札幌市内で最長の道路トンネルとなる。総工費は約107億円。

## 概要
北海道道82号西野真駒内清田線のこばやし峠を越える区間は、急勾配、急カーブが連続しているため、交通事故が多発しており、特に冬期間は路面の凍結等によって更に危険性が増すことから、トンネルを含むルート変更が計画され、2017年2月3日に供用開始された。
掘削時、基準値を上回る自然由来の重金属が検出された事から、内部に分岐トンネルを掘削し埋め立て処理する工法を採用した。

## 沿革
- 2004年度(平成16年度) : 事業着手[5]。
- 2009年度(平成21年度) : 盤渓側道路着工[5]。
- 2010年度(平成22年度) : 北ノ沢側道路着工[5]。
- 2011年度(平成23年度) : トンネル本体着工[5]。
- 2013年度(平成25年度) : トンネル名称決定[5]。
- 2014年(平成26年)10月 : 貫通[5]。
- 2016年(平成28年)3月  : トンネル本体工事完了[5]。
- 2017年(平成29年)2月3日 : 供用開始[5]。